# Heinrich Wahl
Heinrich Wahl (Wurtzburgo, 7 de fevereiro de 1938) é um físico de partículas alemão.

## Vida e obra
Wahl estudou física na Universidade Técnica de Munique, no Instituto Federal de Tecnologia de Zurique e na Universidade de Hamburgo, onde obteve em 1967 um doutorado com uma tese sobre fluorescência de ressonância nuclear. No pós-doutorado esteve no Síncrotron Alemão de Elétrons (DESY), onde pesquisou a fotoprodução de mésons sob alta energia. A partir de 1969 trabalhou no CERN, onde aposentou-se em 2003. É professor da Universidade de Ferrara.

## Condecorações
- 1970 Prêmio Gustav Hertz (na época denominado Physikpreis der DPG).
- 2005 juntamente com colaboradores do NA31 o Prêmio Física de Alta Energia e Partículas da European Physical Society.

- 2007 Prêmio Panofsky com Bruce Winstein e Italo Mannelli .[1]

## Obras
- Messung der elektromagnetischen Übergangswahrscheinlichkeiten der ersten beiden angeregten Zustände des Lithium-6-Kernes, Dissertation, Hamburg, 1967